# Penguin revolution
Penguin Revolution  (Penguin Kakumei)   är en mangaserie av Sakura Tsubaka. Serien ges ut i tidningen Hana to Yume, men även i egna pocketböcker.